# Pratylenchus neglectus
Espèce
Pratylenchus neglectus est une espèce de nématodes de la famille des Pratylenchidae et du genre Pratylenchus. C'est un phytopathogène des Graminées, endoparasite de leurs racines. Il peut conduire à la formation de tuméfactions qui, après dissection, contiennent des nématodes.

## Répartition
L'espèce est présente en Europe,, en Afrique du Sud, en Amérique du Nord, en Corée, en Australie.

## Taxonomie
L'espèce a été initialement classée dans le genre Aphelenchus sous le protonyme Aphelenchus neglectus par Bernhard Rensch en 1924. Elle est déplacée dans le genre Pratylenchus sous le nom Pratylenchus neglectus par Ivan Filipiev et Jacobus Schuurmans Stekhoven (d) en 1941,.
Pratylenchus neglectus a pour synonymes, :
- Anguillulina neglecta (Rensch, 1924) Schneider, 1939
- Aphelenchus neglectus Rensch, 1924
- Pratylenchus capitatus Ivanova, 1968
- Pratylenchus minyus Sher & Allen, 1953
- Pratylenchus neocapitatus Khan & Singh, 1975
- Pratylenchus similis Khan & Singh, 1975
- Tylenchus neglectus (Rensch, 1924) Steiner, 1928